# Střelná
Střelná é uma comuna checa localizada na região de Zlín, distrito de Vsetín.